# نيكي ميناج
أونيكا تانيا ماراج-بيتي (بالإنجليزية: Nicki Minaj)‏(مواليد 8 ديسمبر 1982)، المعروفة باسم نيكي ميناج، هي مغنية راب ومغنية وكاتبة أغاني من ترينيداد وتوباغو. تُلقب بـ"ملكة الراب" وتُعتبر من أكثر مغنيي الراب تأثيرًا على الإطلاق، حيث تتميز بأسلوبها القوي في الأداء، وكلماتها الذكية، وتنوعها الموسيقي، بالإضافة إلى استخدامها شخصيات متعددة في أغانيها. يُنسب إليها دور رئيسي في إعادة الراب النسائي إلى الواجهة في أوائل عام 2010. بدأت مسيرتها الاحترافية في أوائل عام 2010، ولفتت الأنظار من خلال إصدار ثلاثة ألبومات تجريبية بين 2007 و2009.
تصدّر ألبومها الأول Pink Friday (2010) قائمة بيلبورد 200 الأمريكية، وحقق أعلى مبيعات لألبوم راب نسائي في أسبوع واحد خلال القرن الحادي والعشرين، تضمن الألبوم الأغنية الناجحة "Super Bass". استكشفت ميناج موسيقى البوب الراقصة في ألبومها الثاني Pink Friday: Roman Reloaded (2012)، والذي تضمن أغنيتها الناجحة "Starships". عادت إلى جذور الهيب هوب في ألبوميها الثالث والرابع The Pinkprint (2014) وQueen (2018)، واللذين احتويا على الأغاني الناجحة "Anaconda" و"Chun-Li". حققت ميناج المركز الأول مرتين على قائمة بيلبورد هوت 100 مع الدويتو "Say So" و"Trollz" في عام 2020، في عام 2022، أصدرت أول أغنية منفردة لها تتصدر القائمة، Super Freaky Girl، التي كانت الأغنية الرئيسية لألبومها الخامس Pink Friday 2 (2023)، الذي تصدّر القائمة الأمريكية وحطم العديد من الأرقام القياسية لمبيعات وبث موسيقى الراب النسائية. كما أصبحت جولتها الغنائية رابع أعلى جولة تحقيقًا للإيرادات بين مغنيي الراب، والأعلى في التاريخ لمغنية راب.
تُعتبر نيكي ميناج من أكثر الفنانين الموسيقيين مبيعًا على مستوى العالم، وأفضل مغنية راب مبيعًا، حيث تجاوزت مبيعاتها 100 مليون نسخة. تمتلك ثلاث أغنيات معتمدة كـ "ألماسة" من رابطة صناعة التسجيلات الأمريكية، وفي عام 2024، أصبحت أول مغنية راب تمتلك عدة أغنيات منفردة حاصلة على شهادة ألماسة. تُصنَّف ضمن أفضل 50 فنانًا في مبيعات الأغاني الرقمية وفق رابطة صناعة التسجيلات الأمريكية. في عام 2023، صنفتها بيلبورد وVibe كأعظم مغنية راب في التاريخ. من بين جوائزها جائزة بريت، وخمس جوائز بيلبورد الموسيقية، و9 جوائز الموسيقى الأمريكية، و8 جوائز إم تي في للفيديو الموسيقي (بما في ذلك جائزة مايكل جاكسون لإنجازات الفيديو الموسيقي)، و13 جائزة بي إي تي، وجائزة Soul Train Music Award، وثلاثة أرقام قياسية في موسوعة غينيس. أدرجتها مجلة تايم ضمن أكثر 100 شخصية تأثيرًا في العالم لعام 2016، كما حصلت على جائزة Game Changer عام 2019.
في عام 2023، أسست ميناج شركة التسجيلات Heavy On It Records. تشمل أعمالها الأخرى خارج عالم الموسيقى إطلاق خط عطور، وخط للأظافر الصناعية، وتعاونًا في تصميم أحذية Loci الرياضية، بالإضافة إلى تقديمها لبرنامج الراديو Queen Radio (2018-2023). كما شاركت في دبلجة الأفلام المتحركة مثل عصر الجليد: الانجراف القاري (2012) وفيلم الطيور الغاضبة الجزء الثاني (2019)، وأدّت أدوارًا في أفلام الكوميديا الحية مثل: المرأة الأخرى، (2014) وصالون الحلاقة: القَصّة التالية (2016). كما كانت عضو لجنة التحكيم في الموسم الثاني عشر من أمريكان أيدول عام 2013. عُرفت ميناج بآرائها الجريئة التي كثيرًا ما تثير الجدل وتجذب اهتمام وسائل الإعلام.

## النشأة
عرفت باسم نيكي ميناج منذ صغرها بين عائلتها واصدقائها. والدها روبرت ماراج، وهو مدير تنفيذي في مجال المال ومغني بدوام جزئي. والدتها، كارول ماراج، هي أيضا مغنية إنجيلية ذات أصول أفريقية. وكان والدها مدمن كحول وفي يوم حاول قتل والدتها. إلى عمر 5 سنوات عاشت نيكي ميناج مع جدتها بعد ذلك سافرت مع والدتها إلى نيويورك.[بحاجة لمصدر]

## السيرة الفنية
بدأت بتأليف بعض الأغاني ونشرها على الإنترنت محاولةً جذب أحد ما حتى نجحت وانجذب إليها أحد الفنانين. سريعا ما اشتهرت مع ألبومها الرسمي بينك فرايداي بعد إصدار ألبومها الأول عام (2010) شكلت نيكي ميناج صورة محببة بين العديد من المراهقين والمراهقات، كما عرفت باسم «المرأة باربي» بسبب تميزها بألوانها الجميلة والغريبة والمبهجة.
في عام (2013) اختيرت نيكي ميناج لتكون أحد لجنة الحكام في برنامج «اميريكان ايدول» في عام (2014) مثلت في فيلم «المرأة الأخرى» وأطلقت ثالث ألبوم لها بعنوان "the pinkprint" الذي حاز على المرتبة الثانية في «بيلبورد هوت 200»، ومن عام (2010 -الآن) حققت نيكي ميناج ما يقارب ال (52 مليون دولار) وحازت على أكثر من (141) جائزة.